# Sacyr
Sacyr, S. A.  es una empresa española que cotiza en el Ibex 35. Tiene su sede en Madrid, y está especializada en infraestructuras con presencia en los segmentos de construcción (Sacyr Ingeniería e Infraestructuras), concesiones de infraestructuras (Sacyr Concesiones) y prestación de servicios (Sacyr Servicios). Fundada en 1986 como Sociedad Anónima Caminos y Regadíos en 1991 cambió su denominación a Sacyr. En 2002, compró el 24.5 % de Vallehermoso, fundada en 1921. En 2003, se fusionó con Vallehermoso formando Sacyr Vallehermoso y en julio de 2013 cambió su nombre en el registro de sociedades de Sacyr Vallehermoso a Sacyr Sacyr abandonó la actividad de promoción inmobiliaria con la cancelación de deuda de la sociedad y en julio de 2015 acordó la venta de su filial patrimonialista, Testa a la Socimi Merlin Properties por 1.793 M€. Desde junio de 2022 los títulos de Sacyr volvieron a cotizar en el IBEX 35.
Su división de Construcción, SACYR Ingeniería e Infraestructuras, con una cifra de negocios de ~2.600 M€, es una de las mayores empresas constructoras de España y de los países OCDE junto con ACS, Ferrovial, FCC, Acciona y OHL.
Del mismo modo, de la mano de su filial Sacyr Servicios con una facturación de ~1.100 M€, opera en el sector servicios, cubriendo principalmente las áreas de medioambiente (Valoriza Medioambiente con unas ventas de ~500 M€), social/cuidados (Sacyr Social), conservación de infraestructuras (Sacyr Conservación) y mantenimiento de edificios/facilities (Sacyr Facilities). Adicionalmente, tiene actividad en los segmentos de restauración y estaciones de servicio (Cafestore y Deliquo). A finales de 2021 se deshizo de sus participaciones en actividades de minería y prevé desprenderse durante 2023 de sus actividades de medioambiente, facilities management y el 49% de su división de Agua.

## Historia

### La creación de Itínere
El germen de Itínere se remonta a la primera concesión recibida por Sacyr, allá por el año 1996, que se trataba de Autopista del Elqui, una carretera en Chile. A partir de este momento inicia su expansión sumando concesiones en Chile y España y haciendo compras como la de Avasa, la autopista entre Bilbao y Zaragoza. Las concesiones de Sacyr ya estaban reunidas en Itínere por aquel entonces.
Por otra parte la SEPI inició en julio de 2002 la privatización de ENA (Empresa Nacional de Autopistas), idea que llevaba sopesando desde 1999. La venta se decidió hacer en una subasta, en la que estuvieron interesadas muchas empresas, como OHL, Abertis o incluso la portuguesa Brisa, aunque finalmente sólo pujaron Ferrovial, un consorcio formado por Acciona y FCC y otro liderado por Sacyr. Finalmente el 29 de mayo de 2003 el consorcio liderado por Sacyr se hizo con la compañía por 1621,6 millones de euros. Sacyr tendría el 50 % de las acciones, el Banco Santander un 20 %, Caixanova y Caixa Galicia un 10 % cada una y el Monte de Huelva y Torreal, sociedad de inversión de Juan Abelló, otro 5 % cada una.
La idea de SACYR era integrar ENA en Itínere y por ello, en noviembre de 2004, Sacyr cambia a las cajas gallegas sus acciones en ENA por acciones en Itínere, de esta manera Sacyr se hace con el 70 % de ENA y las cajas pasan a controlar un 8,62 % de Itínere. Posteriormente, en julio de 2005 compra la participación de Monte de Huelva y Torreal, un 10 % de ENA por 158,36 millones de euros y por último en noviembre de 2005 compra el 20 % en posesión del Banco Santander por 343,2 millones de euros.
En junio de 2006 Isolux Corsán presenta una OPA por Europistas a un precio de 4,8 euros por acción, lo que significaba valorar a la empresa en 646 millones de euros. Sacyr decide que es una buena oportunidad de inversión y acuerda con las cajas vascas, BBK, Kutxa y Caja Vital, poseedoras en ese momento del 32,30 % de Europistas, presentar una oferta en común por la compañía y que estas no acordaran vender su participación a nadie a menos que Sacyr desista de hacerse con la concesionaria. El proyecto consistía en fusionar Itínere con Europistas una vez que se hubiera completado la compra. El 4 de agosto de 2006 Sacyr lanza una contraopa junto con las cajas vascas a un precio de 6,13 euros por acción. Finalmente consigue hacerse con la empresa y en noviembre de 2006 termina la OPA, a la que había acudido el 91,21 % del capital de la empresa.
Tras la fusión con Europistas, Itínere se convierte en la tercera mayor compañía del mundo por número de kilómetros en concesión y la segunda de España tras Abertis, con un total de 43 concesiones en 7 países.

### La participación en Eiffage
Sacyr entra en Eiffage en marzo de 2006 comprando pequeños lotes de acciones que representaron en total el 5,02 % del capital de la empresa. A las pocas semanas, Sacyr anuncia la compra de otro lote de acciones equivalente al 5 % del capital. Esta entrada de Sacyr en el capital de Eiffage no era bien vista por el consejo de la compañía francesa, pese a las declaraciones de Sacyr que negaba que se tratara de una operación hostil, sino una apuesta estratégica encaminada a la búsqueda de acuerdos de cooperación entre los dos grupos. Sacyr continúa comprando acciones de la compañía francesa y en abril de 2007 posee el 33,32 % de las acciones de Eiffage, siendo su principal accionista.
El 18 de abril de 2007 se celebra la Junta General de Accionistas de Eiffage, cuyo consejo era abiertamente hostil a que Sacyr tuviera tanto peso en la empresa, en donde se iba a decidir la entrada en el consejo de la empresa de 5 consejeros de Sacyr, pero Jean François Roverato leyó una carta de un bufete de abogados en la que se afirmaba que unos 89 accionistas españoles, poseedores del 18 % del capital de Eiffage actuaban en concertación con Sacyr, por lo que Roverato suprimió los derechos de voto de este colectivo de socios. El hecho provocó la indignación de la representación de Sacyr, que abandonó la junta de accionistas. Después la junta rechazó con el 59,40 % de los votos en contra, el nombramiento de los cinco consejeros propuestos por Sacyr.
Al día siguiente Sacyr lanza una OPA sobre totalidad de las acciones del grupo francés, ofreciendo 12 acciones de Sacyr por cada 5 acciones de Eiffage y mediante una ampliación de capital de 149 millones de euros, oferta frontalmente rechazada por el presidente de Eiffage, ya que consideraba que el grupo español era un competidor directo, que las dos empresas no podían tener sinergia alguna y que la oferta no reflejaba el valor de la compañía.
El 24 de abril de 2007 Eiffage denunciaba a Sacyr por la presunta concertación con otros accionistas españoles. A raíz de esta denuncia el 15 de abril de 2008 la justicia francesa y más concretamente el juez Jacques Gazeaux imputó a Sacyr y a su presidente por "difusión de informaciones falsas y engañosas" y por no haber declarado "la superación del umbral" de participación en el capital de una empresa, a partir del cual, según la normativa francesa, se tiene que lanzar una opa sobre el total de la empresa.
En mayo de 2007 se descubre que los abogados de Eiffage habían contratado desde hacía meses a la agencia de detectives Kroll, propiedad del grupo Marsh & McLennan, ya famoso en España por su investigación al empresario Mario Conde, para que investigara la presunta concertación entre Sacyr y empresarios españoles para hacerse con el control de la compañía francesa.
En junio la Autorité des Marchés Financiers (AMF), vetaba la OPA hostil lanzada por Sacyr y obligaba a esta a hacer una nueva oferta en metálico y a un precio mucho mayor, 97,29 euros por acción, en lugar de los 86,66 euros por título a los que valoraba Sacyr la compañía, y que suponía que Sacyr debía desembolsar más de 6000 millones de euros para lanzar la OPA. Esta decisión fue recurrida por Sacyr ante los tribunales franceses. El 2 de abril de 2008 el Tribunal de Apelación de París libraba a Sacyr de tener que lanzar una OPA en metálico sobre el 100 % del capital, pero si reconocía la concertación entre varios accionistas y Sacyr, dejando la puerta abierta a vender su participación en Eiffage.
El 8 de abril SACYR confirma en un comunicado a la CNMV que ya ha tomado todas las medidas necesarias para hacer efectiva la venta "en el plazo más breve posible" y que la materialización del acuerdo llevará consigo "los desistimientos necesarios para poner fin al conjunto de procedimientos existentes", pero ese mismo día el juez Gazeaux ordenaba que se inmovilizasen las acciones de Sacyr en Eiffage. Al día siguiente Sacyr recurre la decisión de Gazeaux y el embargo será levantado por un juez de instrucción el día 15 de ese mismo mes, permitiendo a Sacyr poder vender con total libertad.
Finalmente el 17 de abril Sacyr anunciaba la venta del 33,32 % del capital de Eiffage a una serie de inversores franceses: La Caisse de Depôts, entidad pública francesa que compró un 10,95 % del capital de Eiffage elevando su participación en la compañía hasta el 19,465 %, las aseguradoras AGF y Groupama, y los bancos BNP Paribas, Natixis y Société Générale, a un precio de 62 euros por acción, el mismo precio al que compró las acciones, que significaba recibir un total de 1920 millones de euros y salir de la empresa sin plusvalías. Además la venta de la participación ponía fin a la costosa batalla judicial en la que estaban inmersas las dos empresas desde hacía casi 2 años. Los recursos obtenidos en la venta se destinaron a cancelar el préstamo que financiaba la inversión en Eiffage, que ascendía a 1713 millones de euros y a la reducción de su endeudamiento corporativo, que ascendía a 19 726 millones de euros.
En el transcurso del enfrentamiento entre ambas empresas se produjo el 10 de enero de 2008 una cumbre hispano-francesa en la que se habló, entre otras cosas, del conflicto entre ambas compañías. Los presidentes del gobierno de ambos países, Zapatero y Sarkozy, mediaron en el conflicto, facilitando la salida que finalmente se dio, y que fue vista como un triunfo de Eiffage, ya que eliminaba la amenaza de ser absorbida por Sacyr y creaba un accionariado estable y de nacionalidad francesa, mientras que Sacyr tenía que vender su participación al precio que la compró y sin seguridades de que los procesos judiciales en los que estaba envuelta finalizaran. El caso fue visto en España como otro ejemplo más del proteccionismo francés, que dificulta que las compañías foráneas compren empresas en Francia.

### Problemas financieros de Sacyr y crisis económica mundial
Después de la venta de Eiffage el panorama económico se ensombreció considerablemente, hecho que provocó diversas bajadas en las bolsas del todo el mundo. La caída de las acciones de Repsol por debajo de los 20,79 euros obligó a Sacyr a aportar como garantía un 21,22 % de las acciones de Testa, y agravaba su situación financiera. Por ello, el grupo decide que lo mejor para la supervivencia de la compañía era vender activos para reducir deuda. Entre las posibilidades que sopesaron se encontraba la venta de Valoriza, Itínere, Testa y la participación del 20 % en Repsol, lo que significaba dar marcha atrás al proceso diversificador de los últimos años, reduciendo sus actividades al negocio constructor y promotor.

### La venta de Itínere Infraestructuras
En abril de 2008 Sacyr intentó realizar una OPV y OPS sobre Itínere, valorándola entre 6250 y 7000 millones, a un precio por acción de entre 4,14 y 5,10 euros, con lo que buscaba obtener recursos para hacer frente a sus obligaciones a corto plazo, pero se canceló en el último momento debido a la escasa demanda institucional. Ante la imposibilidad de sacar a bolsa la filial Sacyr decide ponerla a la venta.
Sacyr representaba el 90,10 % del accionariado de Itínere, teniendo un 5,34 % la BBK, un 2,19 % la Kutxa y la Caja Vital un 0,62 %, quedando el resto como capital flotante cotizado en el Mercado Continuo. Las cajas vascas podían ser un problema a la hora de la venta de la filial de infraestructuras debido a que tenían un trato por el cual podían salir del accionariado vendiendo sus participaciones a Sacyr a un precio muy superior al manejado por Sacyr para una posible venta.
Durante el proceso de venta se barajaron varios nombres como Alinda Capital Partners, una empresa de capital riesgo estadounidense, Atlantia, la gran empresa de concesiones italiana llamada antiguamente Autostrade, el banco de inversión Goldman Sachs y un fondo de infraestructuras del banco Citigroup, Citi Infraestructure Partners, que sería el que finalmente cerrara la compra de la filial.
Finalmente el 1 de diciembre de 2008 se daba a conocer el acuerdo entre el fondo de Citigroup y Sacyr por el cual se desprendía de su filial por 7887 millones de euros, 2874 millones en efectivo más 5013 millones de deuda neta que sería asumida por el fondo. En el acuerdo no se incluían concesiones en desarrollo y concesiones en explotación que no fueran autopistas. Además, el grupo adquiriría posteriormente a Citigroup una serie de autopistas por valor de 478,3 millones de euros y una serie de actividades concesionales en fase de lanzamiento y de construcción por un importe total de 450 millones. Sacyr busca reunir todas las concesiones que mantenga en una nueva filial, Sacyr Concesiones. También Abertis acordó con Citigroup comprar activos en España y Chile por valor de 621 millones de euros. Por último Atlantia adquiriría participaciones de autopistas en Portugal, Brasil y Chile por 420 millones de euros.

### SACYR Concesiones
Tras la venta de los activos de infraestructuras, el grupo SACYR adquiere posteriormente a Citigroup una serie de autopistas españolas por valor de 478,3 millones de euros y una serie de actividades concesionales en fase de lanzamiento y de construcción por un importe total de 450 millones. SACYR reúne todas estas concesiones en una nueva filial, SACYR Concesiones.
Actualmente, cuenta en cartera con más de 70 activos concesionales de todo tipo (autopistas (+4.500 km), hospitales (+2.700 camas hospitalarias), ferrocarriles, aeropuertos, plantas de tratamiento de residuos y de agua (+9,5 M personas abastecidas...), con una inversión gestionada superior a los 18.000 M€, repartidas principalmente en Europa (~8.500 M€: España, Italia, Portugal y Reino Unido), Iberoamérica (~8.000 M€: Chile, Colombia, Brasil, México, Perú, Uruguay y Paraguay), EE. UU. y Australia.
Entre sus proyectos más importantes incluidos actualmente en su cartera se encuentran la autopista Pedemontana Véneta (Italia) con una inversión asociada de 2.584 M€; la autopista A21-A5-SATT (Italia) con una inversión estimada de 1.121 M€; el Ferrocarril Central (Uruguay) con una inversión estimada de 905 M€; la autopista urbana Américo Vespucio Oriente I (Chile) con una inversión asociada de 826 M€, la Ruta 78/Ruta del Sol (Chile) con una inversión de 805 M€ y la Autopista Pamplona Cúcuta (Colombia) con una inversión de 709 M€, entre otros.

### La participación en Repsol
SACYR alcanzó su participación del 20 % en Repsol a finales de noviembre de 2006, con lo que se consolidaba como su primer accionista por delante de La Caixa, aunque la participación durante 2022 ha bajado hasta el 2,9 %. Finalmente, tras más de 15 años en su accionariado, en junio de 2022 liquidó su posición en la empresa energética.

### Sanciones
En julio de 2022, la Comisión Nacional de los Mercados y la Competencia (CNMC) impuso a Sacyr una multa de 16,7 millones de euros por haber alterado durante 25 años, junto a otras importantes constructoras españolas, miles de licitaciones públicas destinadas a la edificación y obra civil de infraestructuras.

## Situación contable
En 2020, la deuda neta del grupo fue de 5212 M€ (vs ~20 000 M€ en 2007), de los que 836 M€ era deuda con recurso al holding. Durante los últimos años SACYR ha venido realizando un intenso esfuerzo con el objetivo de reducir la deuda con recurso, de esta forma, se deshizo totalmente de su participación en Itínere a Citigroup por 7.900 (2.900 M€ equity y 5.000 M€ de deuda), Testa a Merlin Properties por 1793 M€ (más una deuda asociada de 1700 M€), anotándose plusvalías de 1200 M€, y contrató derivados sobre su participación en Repsol para obtener liquidez y protegerse ante variaciones de su cotización en Bolsa.
Asimismo, todavía se enfrenta a incertidumbres como consecuencia de la quiebra en el pasado de algunos activos concesionales, tales como Accesos de Madrid (25 % de las R3 y R5), Autopista Madrid Levante (40 % de la AP 36), Autopista Madrid Sur (35 % de la R4), el Aeropuerto de Murcia y el conflicto por los sobrecostes del Canal de Panamá (~41 %), que podrían originar un incremento del endeudamiento neto de la compañía como consecuencia de las reclamaciones pendientes y judicializadas de los acreedores.

## Accionistas

### Principales accionistas
| Accionista                        | Derechos de voto | Sociedad                        |
| --------------------------------- | ---------------- | ------------------------------- |
| Disa Corporación Petrolífera, S.A | 12,59 %          |                                 |
| Bosco Vallejo de juanes           | 8,2 %            | Prilou, S.L. y Prilomi, S.L.    |
| Tomás Fuertes                     | 6,294 %          | Grupo Corporativo Fuertes, S.L. |
| José Moreno Carretero             | 5,6 %            | Beta Asociados, S.L.            |
| José Manuel Loureda               | 3,33 %           | Prilou, S.L. y Prilomi, S.L.    |
| Manuel Manrique                   | 1,535 %          | Cymofag, S.L.                   |
| Satocan                           | 1,481 %          | Grupo Satocan, S.L.             |

### Consejo de Administración
| Cargo                           | Miembro                      | Tipo          | Sociedad                        |
| ------------------------------- | ---------------------------- | ------------- | ------------------------------- |
| Presidente y Consejero Delegado | Manuel Manrique Cecilia      | Ejecutivo     |                                 |
| Vicepresidente 1.º              | Demetrio Carceller Arce      | Dominical     | DISA                            |
| Consejera Coordinadora          | Elena Jiménez de Andrade     | Independiente |                                 |
| Vocal                           | José Manuel Loureda Mantiñá  | Dominical     | Prilou, S.L.                    |
| Vocal                           | Tomás Fuertes Fernández      | Dominical     | Grupo Corporativo Fuertes, S.L. |
| Vocal                           | Javier Adroher Biosca        | Dominical     | DISA                            |
| Vocal                           | Augusto Delkáder Teig        | Independiente |                                 |
| Vocal                           | María Jesús de Jaén Beltrá   | Independiente |                                 |
| Vocal                           | Luis Javier Cortés Domínguez | Externo       |                                 |
| Vocal                           | José Joaquín Güell Ampuero   | Independiente |                                 |
| Vocal                           | Raimundo Baroja Rieu         | Dominical     | DISA                            |
| Vocal                           | Elena Monreal Alfageme       | Independiente |                                 |
|                                 |                              |               |                                 |

- Secretaria: Ana María Sala Andrés
- Vicesecretaria: Alfonso Aguirre Díaz-Guardamino

## Críticas

### Autopromoción en la Wikipedia
Según la investigación realizada por el periódico español Expansión: "Empleados de Sacyr han borrado en los últimos meses las referencias a operaciones realizadas por su expresidente, Luis del Rivero, como la compra de una participación en BBVA y la entrada en el capital del grupo francés Eiffage. También se han preocupado de retirar del perfil de Luis del Rivero el título de principal accionista.

### Macrooperación policial por el amaño de adjudicaciones públicas
El 3 de julio de 2018 el periódico El Confidencial publicaba la realización de una operación de la UDEF en más de 40 ciudades por el amaño de adjudicaciones públicas por parte de la filial del grupo Sacyr Aplicaciones Gespol SL.